# Interne begeleider
Interne begeleider (ook wel: intern begeleider of ib'er) is een taak of een functie binnen het Nederlandse basisonderwijs.

Vlaanderen kent iets gelijkaardigs: de zorgcoördinator.

## Functie-omschrijving
De interne begeleider is verantwoordelijk voor de leerlingenzorg, na- en bijscholing van het team, gestalte geven aan de onderwijsvisie en het uitzetten van lijnen met betrekking tot de pedagogische en didactische aanpak binnen de school.

## Taak of functie?
De activiteit van een intern begeleider wordt op scholen verschillend ingevuld. Grofweg kunnen vijf niveaus worden onderscheiden:
- De ib'er als remedial teacher+: In dit geval werkt de ib'er voornamelijk als remedial teacher met daarnaast enkele ib-taken.
- De ib'er als instrumentalist: De ib'er is verantwoordelijk voor het leerlingvolgsysteem en de orthotheek. Ook draagt hij de zorg voor het opstellen van handelingsplannen en het plannen van de toetsen.
- De ib'er als collegiaal consulent: De ib'er is consulent voor leerkrachten met hulpvragen over kinderen.
- De ib'er als coach: De ib'er coacht de leerkrachten bij het ontwikkelen van vaardigheden op het gebied van klassenmanagement, pedagogisch en didactisch handelen. Ook legt hij klassenbezoeken af, voert feedbackgesprekken en gebruikt video-interactie-begeleiding.
- De ib'er als kenniscoördinator: De ib'er is de onderwijskundig leider van de school en verantwoordelijk voor de in de functieomschrijving genoemde onderdelen.

De interne begeleider kan een leerkracht zijn met een speciale taak. Ook kan het een functie zijn. In het laatste geval hoort hierbij ook verantwoordelijkheid en een hogere beloning.

## Opleiding
De titel van ib'er is niet beschermd. In het verleden werden er cursussen aangeboden waarin men zich kon scholen tot ib'er. Met het steeds belangrijker worden van de zorg binnen de basisschool, onder andere door de komst van inclusief onderwijs, stellen scholen steeds vaker een ib'er aan met een afgeronde opleiding op HBO-master-niveau. Over het algemeen is dit iemand met het diploma Master Special Educational Needs met als specialisatie educatieve zorgsystemen.